# Lee Dong-soo
Lee Dong-soo (in hangŭl: 이동수; 7 giugno 1974) è un ex giocatore di badminton sudcoreano.

## Palmarès

### Olimpiadi
- 2 medaglie:
  - 2 argenti (Sydney 2000 nel doppio; Atene 2004 nel doppio)

### Mondiali
- 2 medaglie:
  - 1 argento (Copenaghen 1999 nel doppio)
  - 1 bronzo (Glasgow 1997 nel doppio)

### Sudirman Cup
- 1 medaglia:
  - 1 oro (Eindhoven 2003 a squadre)

### Giochi asiatici
- 5 medaglie:
  - 2 ori (Busan 2002 a squadre; Busan 2002 nel doppio)
  - 1 argento (Bangkok 1998 nel doppio misto)
  - 2 bronzi (Bangkok 1998 nel doppio; Bangkok 1998 a squadre)